# Jamie Dumont
Jamie Dumont (Lewiston, 31 luglio 1973) è un allenatore di hockey su ghiaccio ed ex hockeista su ghiaccio statunitense, campione d'Italia con l'Hockey Club Bolzano nel campionato 2007-08.

## Carriera
Dopo aver giocato a hockey su ghiaccio a livello universitario per alcuni anni, all'età di 24 anni Dumont decise di seguire le orme del padre e dedicarsi a tempo pieno all'attività di allenatore. Ha iniziato come assistant coach in NCAA (nelle squadre Oswego State University, Hobart College, Bowdoin College e Bowling State University), per poi entrare nello staff, nel 2006-07, dei Portland Junior Pirates, squadra di AJHL (un'importante lega giovanile canadese).
Al termine della stagione, nel maggio 2007, Dumont firmò con l'Hockey Club Bolzano, con il ruolo di allenatore delle squadre U-19 ed U-16 e di coordinatore per tutte le altre squadre giovanili. A portarlo nel campionato italiano era stato Diego Scandella, assistant coach dell'Hockey Club Lugano e zio del nazionale italiano Giulio Scandella. Quando nel gennaio 2008 la società esonerò l'allenatore della prima squadra Doug McKay, a Dumont furono affidati gli allenamenti, per quella che sembrava dover essere una soluzione tampone. La squadra invece cominciò a raccogliere ottimi risultati e Dumont fu confermato. Per i play-off gli fu poi affiancato, come assistant coach, il finlandese Jari Helle. Il Bolzano, sotto la sua guida, eliminò ai quarti l'Alleghe HC ed in semifinale l'HCJ Milano Vipers, raggiungendo una finale che mancava da otto stagioni. Nella finale derby contro il Renon, il Bolzano vinse la serie per 3 gare ad 1 laureandosi per la diciassettesima volta campione d'Italia.
Nella stagione successiva la coppia Helle-Dumont venne confermata, ma a ruoli invertiti: Helle alla guida esclusiva della prima squadra, con Dumont, che come compito principale aveva quello di coordinatore delle giovanili e di allenatore della squadra under 19, ad affiancarlo.
Dal 2009 sembrava dovesse tornare su una panchina come primo allenatore, all'EV Duisburg, nella 2. Bundesliga tedesca, che annunciò il suo ingaggio a maggio. Dumont tornò invece nel corso dell'estate negli Stati Uniti, dove divenne il secondo di Don MacAdam ai Lewiston Maineiacs (l'unico team statunitense nella lega giovanile canadese QMJHL). La loro avventura finì però presto: furono licenziati il 10 dicembre 2009, dopo una striscia di quattordici sconfitte consecutive.
In seguito ha allenato gli olandesi Eaters Geelen, ma è stato sostituito Chris Eimers.
Nel 2011 è tornato a ricoprire il ruolo di assistente allenatore al Bowdoin College, dove nel 2016 è stato promosso a capo allenatore, ruolo che ha svolto per sei stagioni: al termine della stagione 2021-2022 si è dimesso.
È proprietario (assieme a Bob Berube) ed allenatore della scuola giovanile di hockey su ghiaccio D.U. Ice Hockey Development.
Nel 2023 è stato assunto dalla polisportiva di Akureyri Skautafélag Akureyrar per guidare sia la quadra maschile che quella femminile, entrambe disputanti il massimo campionato islandese. È stato anche assistente allenatore della nazionale di hockey su ghiaccio maschile dell'Islanda in occasione del torneo di prequalificazione olimpica giocato in casa nel dicembre 2023.

## Palmarès

### Club
- Campionato italiano: 1

Bolzano: 2007-2008